# Vizzavona
Vizzavona je malá osada, skládající se z několika domů, kaple, restaurací a hotelu, seskupených kolem stejnojmenného nádraží na hlavní trati Korsických železnic z Ajaccia do Bastie. Z administrativního hlediska je Vizzavona místní částí obce Vivario ve francouzském départementu Haute-Corse na Korsice.

## Geografie
Vizzavona leží v oblasti tzv. Vizzavonského lesa (Forêt de Vizzavona) o rozloze 1634 ha na katastrálním území obce Vivario. Osada i místní nádraží, které je nejvýše položenou železniční stanicí na Korsice, se nachází v nadmořské výšce cca 900 metrů východně od Monte d'Oro (2 389 m n. m.), jednoho z nejvyšších vrcholů horského masívu Monte Rotondo v centrální části Korsiky.

## Význam osady
Navzdory nepatrné velikosti je Vizzavona kvůli své poloze, ubytovacím a restauračním službám a dopravní infrastruktuře jedním z turisticky nejvýznamnějších míst na Korsice. Je také důležitým bodem na světově proslulé vysokohorské trase GR 20 (francouzsky Sentier de grande randonnée 20), neboť leží prakticky uprostřed této severojižní turistické magistrály, spojující horské oblasti Korsiky od Calenzany až po Concu. Jedna z místních restaurací poblíž nádraží, Bar-Restaurant de la Gare, slouží horským turistům, procházejícím trasu GR 20, jako tzv. gîte d'étape - turistická nocležna.

## Historie

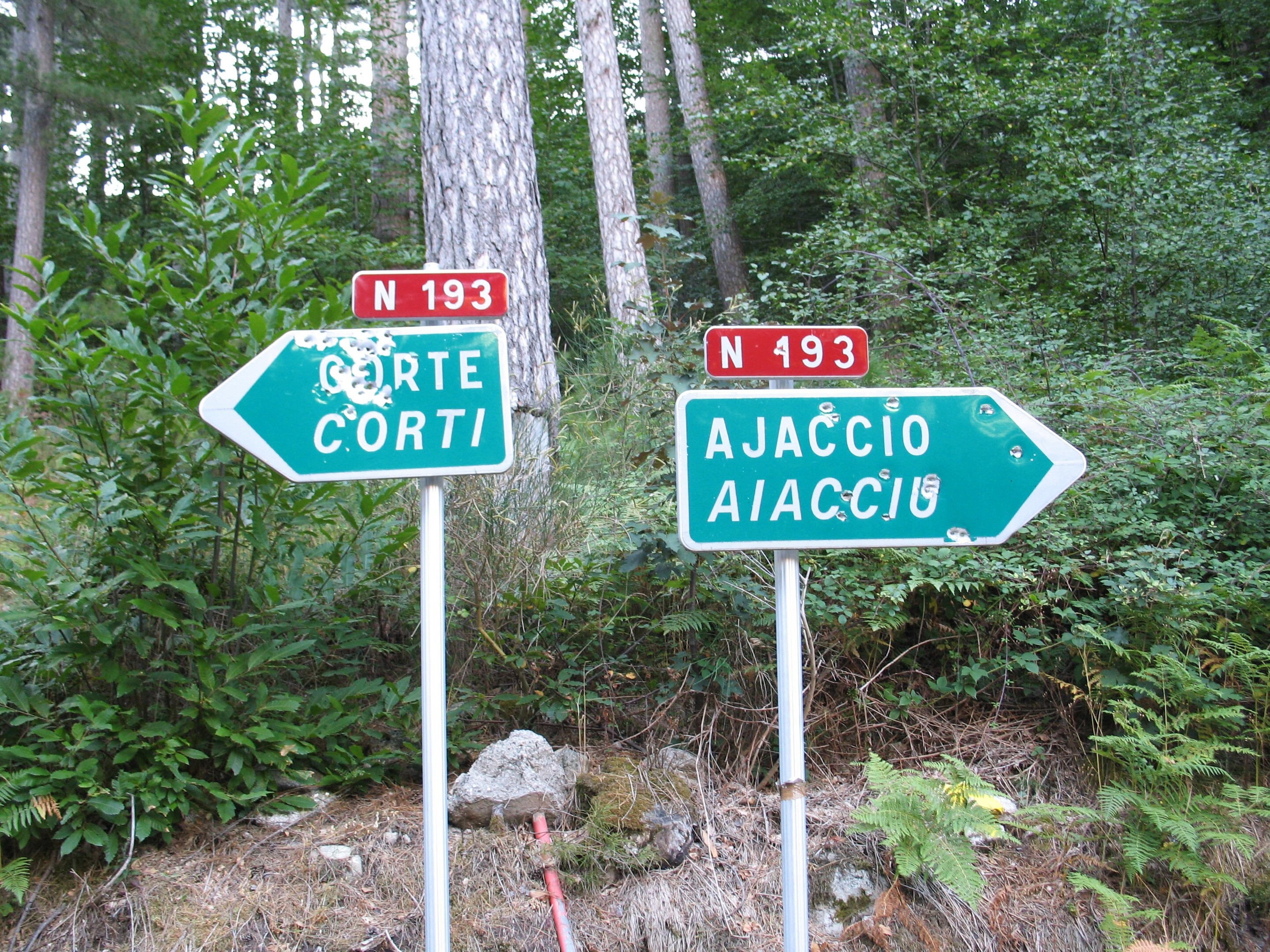
Ukazatele u odbočky ze silnice N 193 k nádraží s prostřílenými francouzskými názvy destinací

Nejstarší místní název osady a nedalekého průsmyku byl Guizzaone. Na přelomu 19. a 20. století, v období tzv. krásných časů (Belle Époque), se Vizzavona stala vyhlášeným výletním místem. Jezdili jsem nejen návštěvníci z Francie, ale i z dalších zemí, především z Anglie. Přispívalo k tomu snadné dopravní spojení po železnici (vizzavonské nádraží bylo vybudováno v roce 1889). Již v roce 1880 byla u osady postavena kaple, zasvěcená Notre Dame de la forêt (Naší Paní z lesa). Pro návštěvníky byl vybudován luxusní Grand Hôtel, z něhož však na počátku 21. století zbyly již jen ruiny.

## Místní zajímavosti a památky
V okolí Vizzavony se nachází řada přírodních, historických a technických zajímavostí a výletních cílů:
- Cascade des Anglais - peřeje a vodopády na říčce Agnone asi 2,5 km po červené značce směrem k Monte d'Oro. Název získaly podle toho, že na počátku byly oblíbeným místem anglických turistů.
- Sedlo mezi vrcholy Pointe Muratello a Monte d'Oro - oblast Korsického regionálního přírodního parku, cca 6,5 km z Vizzavony po červeném značení trasy GR 20 (dále na vrchol Monte d'Oro ze sedla vede pouze neznačená stezka).
- Col de Vizzavona (Vizzavonský průsmyk) - průsmyk na území Parc naturel régional de Corse. Leží v nadmořské výšce 1163 metrů zhruba 2 km vzdušnou čarou od Vizzavony směrem na jihozápad (po silnici N193 asi 2,5 km). Při neznačené cestě, vedoucí od místní restaurace k Cascade des Anglais lze spatřit zříceninu pevnosti De Vaux, kterou nechal zbudovat v roce 1769 francouzský generál Noël de Jourda, hrabě de Vaux.[3] Průsmykem prochází hranice mezi départementy Haute-Corse a Corse-du-Sud.
- Grotte du Major Forsythe (Jeskyně majora Forsytha) nebo častěji L' Abri Southwell  - jeskyně v nadmořské výšce 930 metrů, asi 1,5 km směrem na severovýchod od vizzavonského nádraží po - rovněž červeně značené - odbočce z hlavní trasy GR 20, tzv. archeologické stezce (sentier archéologique). Jeskyně s archeologickými nálezy, dokládajícími dvě etapy osídlení v období neolitu, byla nazvána po svém objeviteli, majoru Charlesi Forsythovi, členu Londýnské královské společnosti, a Edith Southwell-Collucci, dceři britského vicekonzula v Bastii, která majora Forsytha při jeho průzkumu jeskyně doprovázela. Zlomky kamenných nástrojů (šipky, nože), které byly v jeskyni nalezeny, jsou uloženy v muzeu v Sartène (département Corse-du-Sud).[4]

### Železniční zajímavosti
- Gare de Vizzavona (nádraží Vizzavona, 906 m n. m.) - nejvýše položené nádraží na Korsice
- Tunnel de Vizzavona - železniční tunel v úseku Vizzavona - Bocognano, dlouhý 3 916  metrů, byl postaven v letech 1880 - 1889. Jedná se o nejdelší tunel v železniční síti Korsických železnic. Dolní portál tunelu směrem na Ajaccio je v nadmořské výšce 828 metrů, druhý konec přímo u nádraží Vizzavona ve výšce 906 metrů.
- Viaduc sur le Vecchio neboli Pont Eiffel (Viadukt nad řekou Vecchio či Eiffelův most) - železniční viadukt, postavený přes soutěsku řeky Vecchio v letech 1891 - 1893 podle návrhu slavného konstruktéra Gustava Alexandra Eiffela společnosti La Compagnie des Etablissements Eiffel. Most, dlouhý 170,96 metrů a 84 metrů vysoký, se nachází v úseku mezi stanicemi Vivario a Venaco, ve vzdálenosti asi 16 km po železniční trati od nádraží ve Vizzavoně směrem na Bastii.[5]

## Fotogalerie

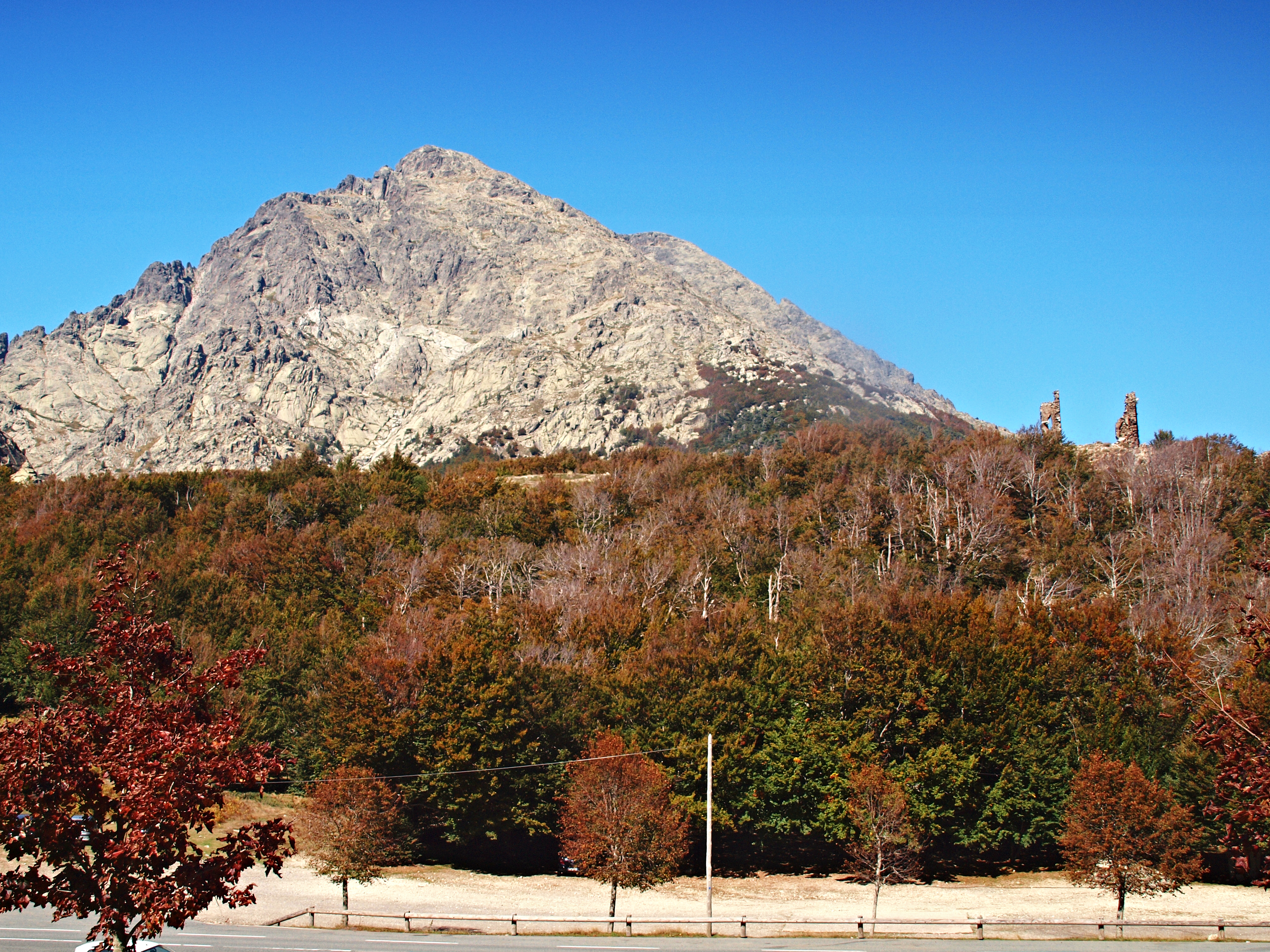
Monte d'Oro - pohled z Col de Vizzavona
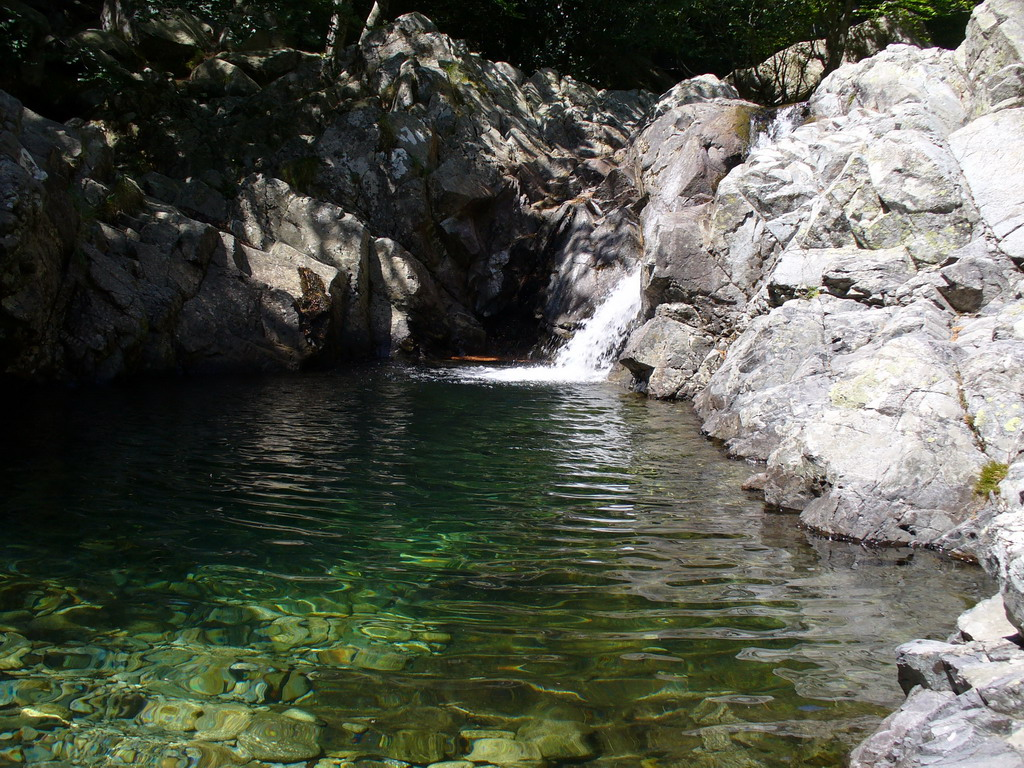
Jeden ze stupňů Cascade des Anglais
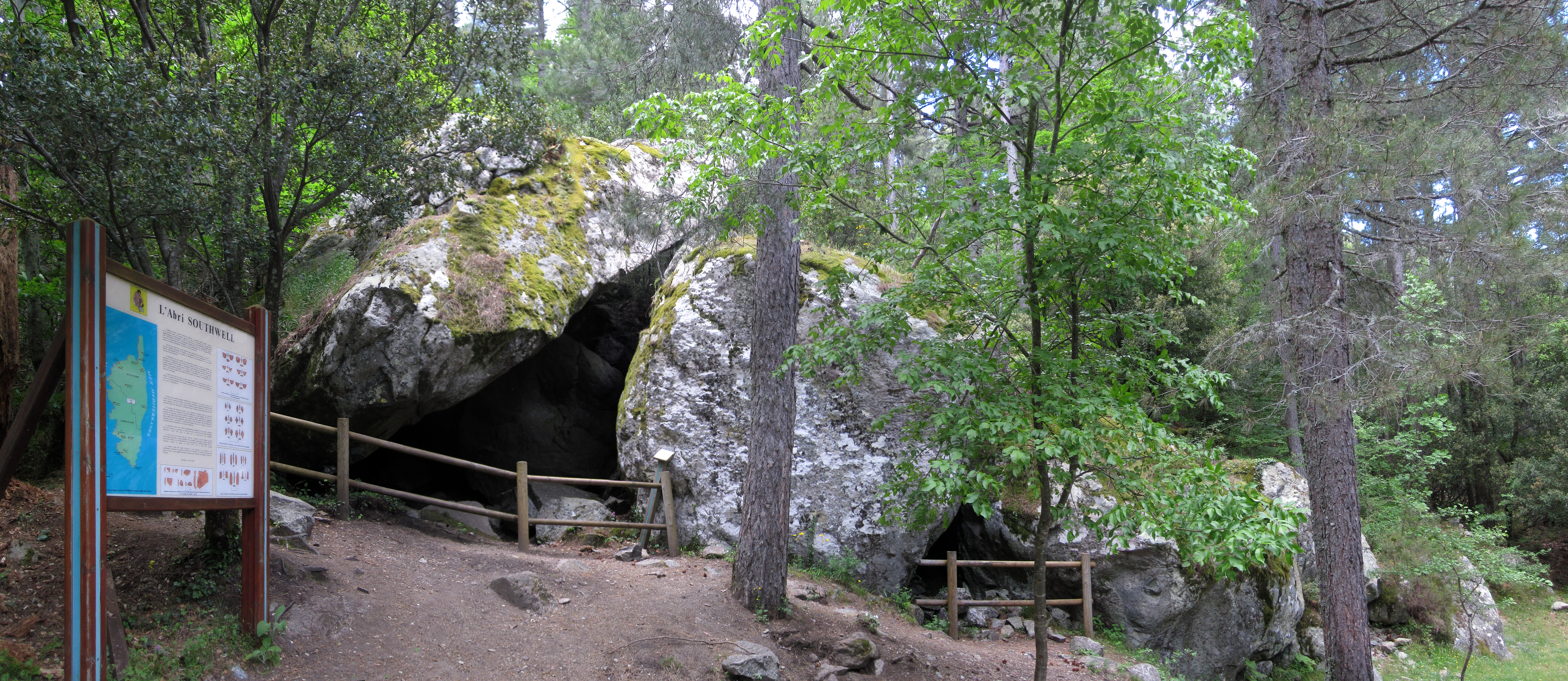
Jeskyně s nálezy osídlení z doby neolitu
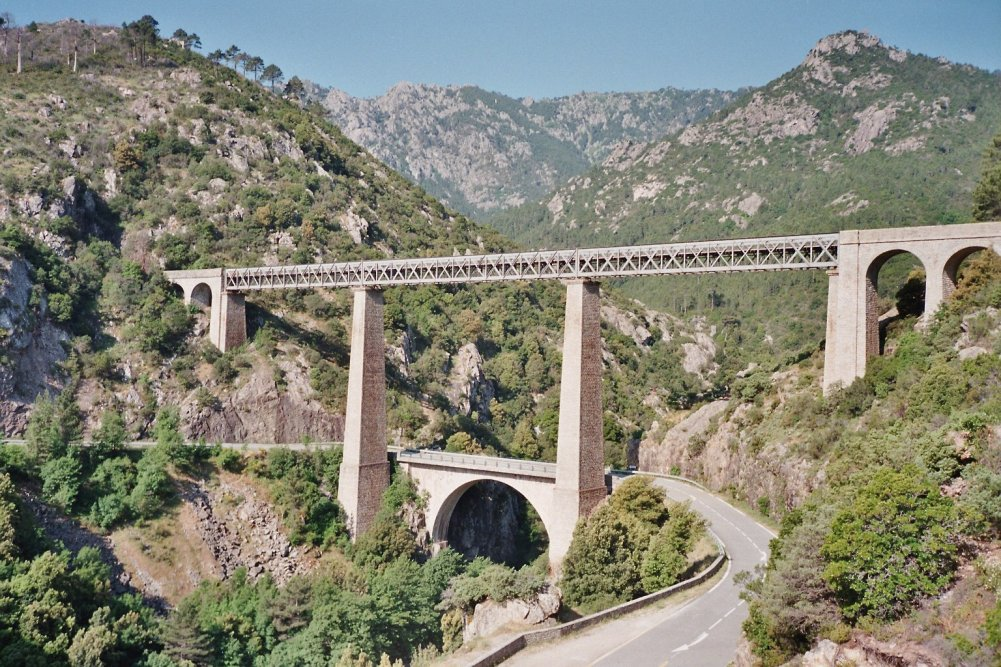
"Eiffelův most" přes soutěsku řeky Vecchio